# Tore Ljungqvist
Tore Gunnar Ljungqvist (Stoccolma, 21 aprile 1905 – Trosa, 27 gennaio 1980) è stato un pallanuotista svedese che ha partecipato alle Olimpiadi estive di Berlino 1936, giocando 6 partite.